# Pierre Louvet
Pour les articles homonymes, voir Pierre Louvet (homonymie).
Pierre Louvet (né le 3 février 1617 à Beauvais et mort en 1684 dans un lieu resté inconnu) est un historien, archiviste et historiographe du XVIIe siècle. Il est l'un des rares historiens du XVIIe à avoir travaillé comme archiviste et le seul à s'être spécialisé dans l'histoire locale.

## Biographie

### Années de formation et débuts professionnels (1617-1653/1654)
Il fait ses études au collège de Beauvais et les termine à Paris. Il accompagne ensuite à Lyon le Père Pierre Louvet, dominicain, son parent ; et s'étant décidé à étudier la médecine, il se rend à Aix pour fréquenter les cours de l'université, puis à Montpellier, et à Aix ou Orange pour recevoir ses grades. Il revient à Beauvais dans l'intention d'exercer la profession médicale, mais n'ayant pu obtenir aucun crédit, il retourne en Provence et abandonne la médecine, pour se livrer à l'enseignement et l'étude de l'histoire et de la géographie, où il fait des progrès assez remarquables. En 1647 environ, il épouse Marguerite Achard dont il aura deux fils, François et Jean-Pierre. En septembre 1652, il devient régent principal du collège de Digne, « fonction dont il est démis au printemps suivant, sans doute à la suite d'un conflit avec les pères jésuites qui en assuraient la direction ».

### Une vie errante dans le Midi de la France (1654-1663)
Dans les années qui suivent, Pierre Louvet multiplie les déplacements. « À chacune de ces étapes correspondaient un ou plusieurs travaux et de nouvelles gratifications de la part des institutions qu'il sollicitait, le plus souvent des municipalités auxquelles il vendait ses services d'archiviste » :
- à l'automne 1654, à Montpellier, il ouvre un cours de géographie et a le plaisir de compter parmi ses auditeurs les jeunes gens des premières familles ;
- en 1657-1658, à Toulouse, il présente aux États de Languedoc une Histoire de cette province pour laquelle il obtient une gratification ;
- en 1658-1659, à Bordeaux, il publie un Abrégé de l'histoire de Guyenne qui ne reçoit pas moins de succès ;
- en 1659-1660, de nouveau à Toulouse ;
- en 1660-1662, en Provence ;
- en 1662-1663, de nouveau à Montpellier, il rédige l'Inventaire du Grand Chartrier des Archives de cette ville[3],[4].

### En Lyonnais et Beaujolais (1664-1674)

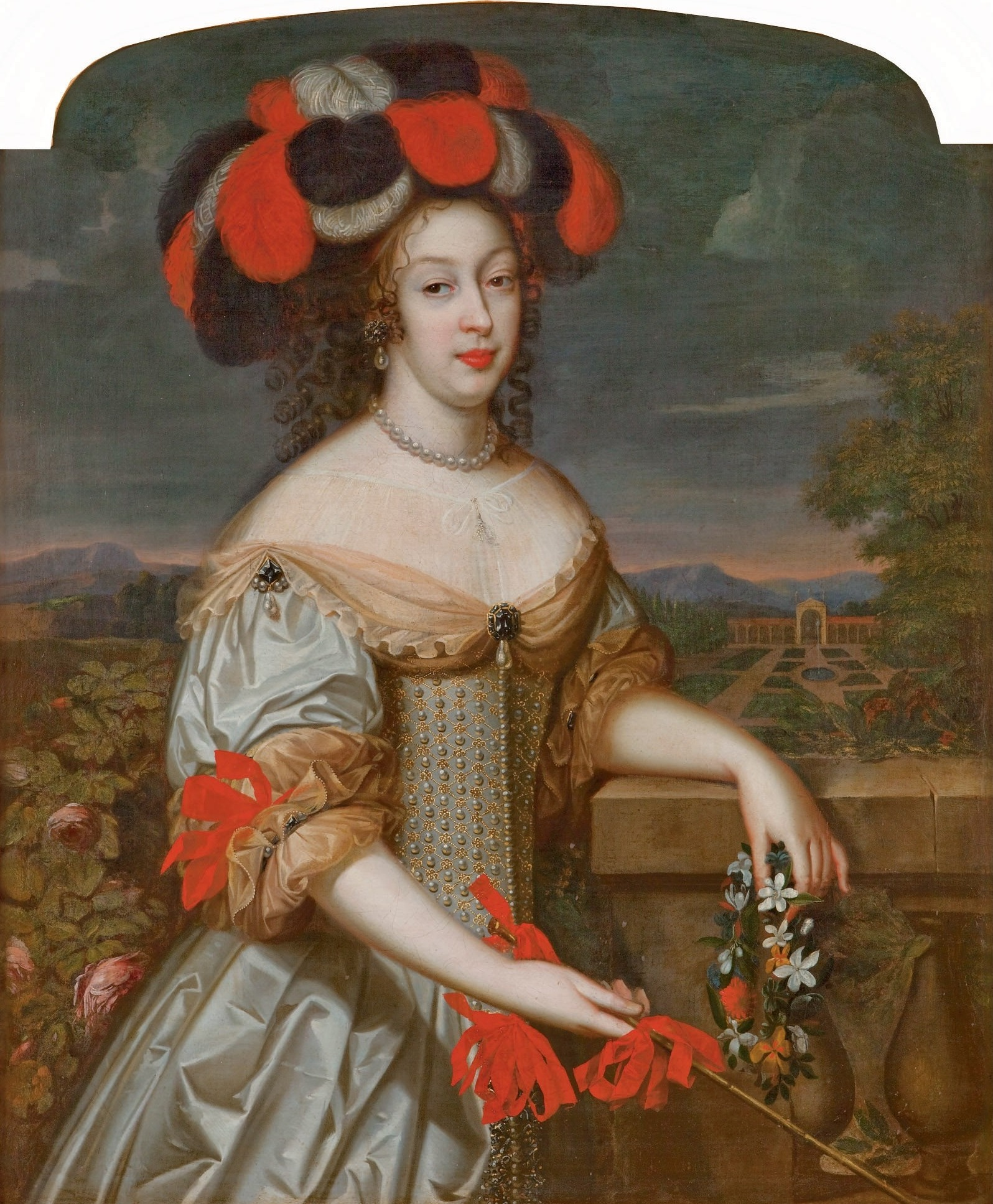
La Grande Mademoiselle

Il se rend ensuite à Lyon au cours de l'année 1664, et revient fréquemment en Provence, publiant chaque année quelques nouveaux ouvrages peu faits pour lui donner de la célébrité, « et dont l'analyse fait apparaître qu'il n'était alors guère plus qu'un collaborateur de marchands libraires ». Œuvrant pour le compte de Mademoiselle, baronne de Beaujolais et princesse de Dombes, il rédige une histoire du Beaujolais dans laquelle il s'emploie à défendre la souveraineté de la principauté de Dombes. La princesse délivre à Louvet, le 22 mai 1672, un brevet de « conseiller et historiographe de la souveraineté de Dombes » en récompense de ses services.

### L'historien de la Provence (1674-1684)
De retour à Sisteron après vingt ans d'absence, il se fait historien de la Provence à la fin de sa vie. Il fait paraître en 1676 et 1680 trois ouvrages sur l'histoire de la Provence. Il obtient 1200 livres de l'assemblée des communautés de Provence pour ses deux derniers ouvrages.
Il meurt à l'été 1684 en un lieu resté inconnu.
Son parcours illustre « la difficulté qu'il y avait à vivre de l'histoire dès lors que l'on n'était pas domestique d'un Grand ».

## Principales publications
- Remarques sur l'histoire de Languedoc, des princes qui y ont commandé…, Toulouse, François Boude (imprimeur libraire), 1657, 235 p., in-4° (lire en ligne)
Remarques sur l'histoire de Languedoc, des princes qui y ont commandé…, Nîmes, s.n., 1655 (aussi 1662), in-8°[5]
Remarques sur l'histoire de Languedoc, des princes qui y ont commandé…  (réédition dédiée à Pierre de Marca), Toulouse - Paris, François Boude (imprimeur libraire), 1664, 232 p., in-4° (présentation en ligne, lire en ligne)
- Traité en forme d'abrégé de l'histoire d'Aquitaine, etc., Bordeaux, 1659, in-4°[6].
- La France dans sa splendeur, Lyon, 1674, 2 vol. in-12[7].
- Abrégé de l'histoire de Provence, Aix, 1676, 2 vol. in-12
- Histoire des troubles de Provence, depuis son retour à la couronne (1481) jusqu'à la paix de Vervins (1598), ibid., 1679, 2 vol. in-12.
- Additions et illustrations sur l'histoire de Provence, ibid., 1680, 2 vol. in-12[8].
- Histoire de Villefranche, capitale du Beaujolais, Lyon, 1672, in-8°.
- Le Mercure hollandais, ou Conquete du roi en Hollande, en Franche-Comté, en Allemagne et en Catalogne, depuis l'an 1672 jusqu'à la fin de 1672, Lyon, 1673-1680, 10 vol. in-12[9].

## Sources